# Antoni Serra Serra
Pour les articles homonymes, voir Antoni Serra.
Antoni Serra Serra (Sa Pobla, 1708 - Palma, 1755) est un écrivain religieux de l'Ordre des Minimes.
Il résidait au couvent Saint-François-de-Paule de Palma et fut lecteur de philosophie et de théologie, visiteur de son ordre, vicaire général de la province des Minimes de Majorque, qualificatif de l'Inquisition et postulateur en 1739 de la cause de béatification de Catalina Tomas.

## Œuvre
- De vita moribus et miraculis Catharine Thomas expositio. Ms.
- Mística centella de la caridad ideada en el amoroso incendio con que en aras de la caridad ardia siempre el corazón abrasado del gran Padre y Patriarca San Pedro Nolasco... 1731
- Mística carroça de Ezequiel noble sabia universidad. Solemne novenario... 1737.